# Оманозубець довголистий
Оманозубець довголистий (Anomodon longifolius) — вид мохів порядку гіпнобрієвих (Hypnales).

## Поширення
Ареал охоплює такі частини світу: Європа, Північна Америка, Азія.

## Характеристика
Рослини від малих до великих, у тонких або товстих килимках, жовтувато-зелені. Стебла 2–3(6) см, 0.5–1 мм ушир, товсті в сухому стані, слабко розгалужені, головні гілки розпростерті або повислі; ризоїдів багато дистально. Листки гілок від притиснутих до майже зігнутих, довго-ланцетні, дещо складчасті біля основи, 2.1–2.8+ мм у міцних формах, 0.3–0.5(0.6) мм у тонких формах; краї від цільних до зубчастих, часто з коротшими та ширшими клітинами біля вершини.